# Axel Horstmann (Politiker)

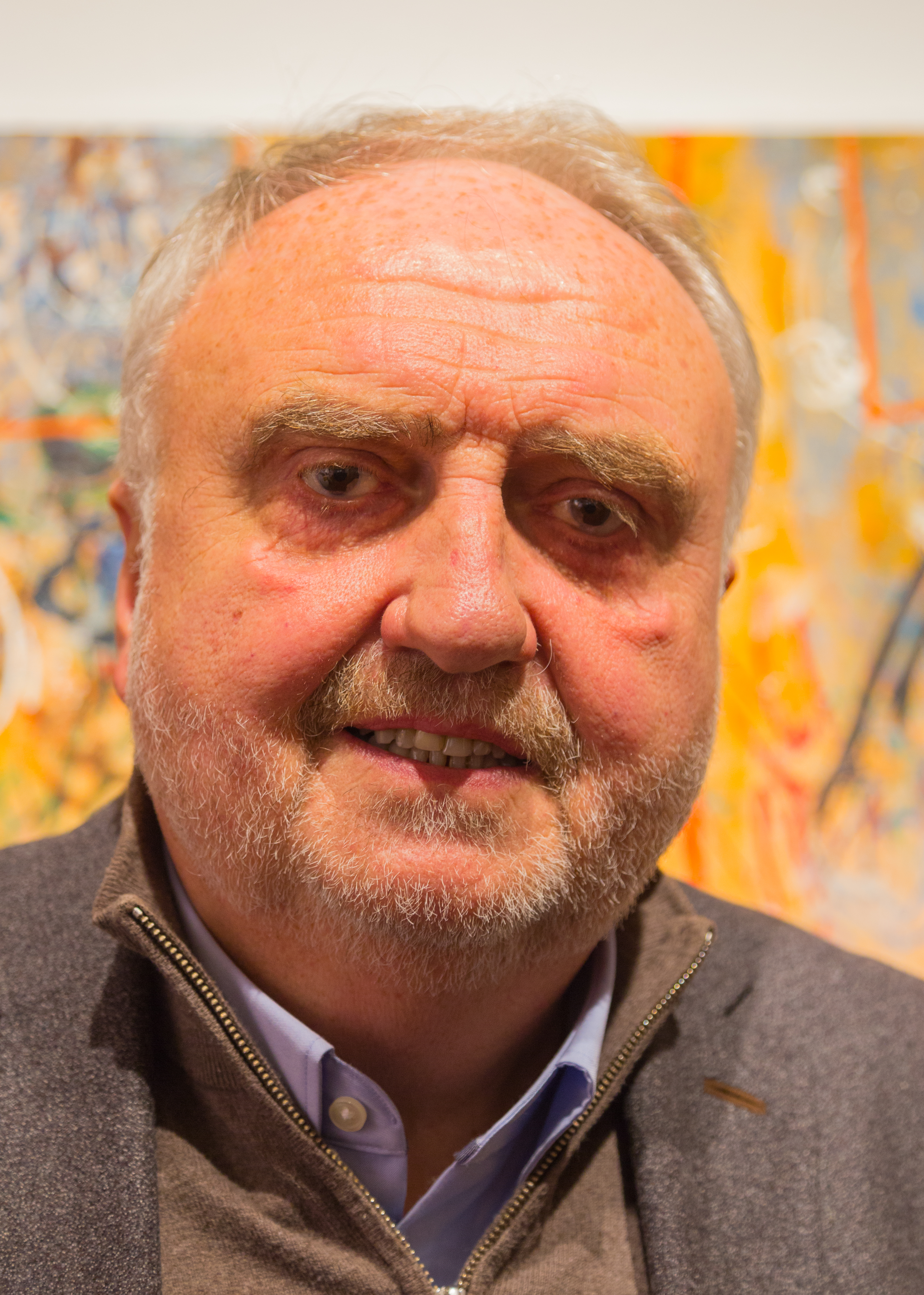
Axel Horstmann (2019)

Axel Horstmann (* 22. Juli 1954 in Enger) ist ein deutscher Volkswirt und Politiker (SPD), und war von 1995 bis 1998 sowie von 2002 bis 2005 in verschiedenen Ressorts Minister des Landes Nordrhein-Westfalen.

## Leben
Nach seinem Abitur am Widukind-Gymnasium Enger studierte Axel Horstmann Volks- und Betriebswirtschaftslehre an der Universität Bielefeld. Von 1980 bis 1985 war er dort als wissenschaftlicher Angestellter tätig. Er wurde von seiner Fakultät 1986 mit einer Dissertation über ein technologiepolitisches Thema zum Doktor der Wirtschaftswissenschaften promoviert. Berufsbegleitend erwarb er an der Fernuniversität Hagen einen Bachelor of Science in Psychologie und an der Bergischen Universität Wuppertal einen Master of Arts in Arbeits- und Organisationspsychologie.
Von 1986 bis 1995 war er in verschiedenen Positionen bei der Stadt Detmold und ihren Beteiligungsgesellschaften beschäftigt, zuletzt als Stadtdirektor und als Geschäftsführer der Energie- und Verkehr Detmold GmbH (heute: detcon GmbH). Dieses stieß im Landtag auf scharfe Kritik, da es nach Ansicht der Kritiker zu einer Interessenkollision zwischen Abgeordnetenmandat und der Tätigkeit bei dem Energieunternehmen führte. Er wurde zur vorzeitigen Rückgabe seines Landtagsmandats aufgefordert. Zwischen 1999 und 2002 war er als Unternehmensberater für kommunale Wirtschaftsbetriebe tätig. Von 2006 bis 2010 war Horstmann Konzernbevollmächtigter der Energie Baden-Württemberg AG (EnBW) in NRW. Seit 2010 ist er freiberuflicher Unternehmensberater, seit 2014 Partner der STELLWERK Energy GmbH in Köln und Industrieexperte der Finatem Fonds Management Verwaltungs GmbH in Frankfurt/M.
Horstmann lebt in Detmold und hat drei erwachsene Söhne.

## Politik
Horstmann ist seit 1972 SPD-Mitglied. Er war von 1995 bis 2007 Abgeordneter im Landtag Nordrhein-Westfalen. 1995 und 2000 konnte er ein Direktmandat im Landtagswahlkreis Herford I gewinnen. Bei der Landtagswahl in Nordrhein-Westfalen 2005 zog er über die Landesliste seiner Partei in das Parlament ein. In den Jahren 2000 bis 2002 sowie 2005 bis 2006 war er stellvertretender Fraktionsvorsitzender. Sein Landtagsmandat legte er 2007 nieder.
1995 wurde er zum Minister für Arbeit, Gesundheit und Soziales des Landes Nordrhein-Westfalen ernannt. Horstmann setzte in dieser Amtszeit den Rechtsanspruch auf einen Kindergartenplatz in NRW durch und war als Verhandlungsführer der A-Länder Widerpart des damaligen Bundesgesundheitsministers Horst Seehofer bei der Gesundheitsreform 1997. Von diesem Amt trat er 1998 wegen des Ausbruchs des Gewalttäters Bernd Büch aus einer forensischen Klinik zurück.
2002 wurde Horstmann erneut ins Kabinett berufen, wo er bis 2005 als Minister für Verkehr, Energie und Landesplanung des Landes Nordrhein-Westfalen tätig war. Als Vertreter des in der Stromerzeugung wichtigsten Bundeslandes war er maßgeblich an der deutschen Gesetzgebung zum europäischen Emissionszertifikatehandel und zur Förderung der erneuerbaren Energien beteiligt.
Er war im Kabinett Rau V, 1995–1998: Minister für Arbeit, Gesundheit und Soziales und im Kabinett Steinbrück, 2002–2005: Minister für Verkehr, Energie und Landesplanung.

## Ehrenämter und Ehrungen
Axel Horstmann gehört mehreren Verwaltungs- und Beiräten von Unternehmen und wissenschaftlichen Einrichtungen an. Er ist ferner Vorsitzender des Trägervereins der Jugend- und Erwachsenenbildungsstätte Haus Neuland e. V., Bielefeld, und stellv. Vorsitzender des Allgemeinen Deutschen Fahrrad-Clubs (ADFC), Landesverband NRW.
2013 wurde ihm der Verdienstorden des Landes Nordrhein-Westfalen verliehen.

## Schriften
- Das wirtschaftspolitische Leistungsvermögen strukturorientierter staatlicher Innovationsförderung. Das Beispiel der Maschinenbauindustrie der Bundesrepublik Deutschland. Transfer-Verlag, Regensburg 1987, ISBN 3-924956-20-0 (zgl. Dissertation, Universität Bielefeld 1986).